# Circonscription de Rabat-Chellah
La circonscription de Rabat-Chellah est l'une des deux circonscriptions législatives marocaines que compte la préfecture de Rabat située en région Rabat-Salé-Kénitra. Elle est représentée dans la Xe législature par Slimane EL Amrani, Abderrahim Lakraa et Sidi Brahim El Joumani.

## Historique des députations
| Législature | Début de mandat  | Fin de mandat    | Députés | Députés                    | Députés | Députés                  | Députés | Députés                      |
| ----------- | ---------------- | ---------------- | ------- | -------------------------- | ------- | ------------------------ | ------- | ---------------------------- |
| VIIe        | 2002             | 2007             |         | Abdellah Baha (PJD)        |         | Driss Lachgar (USFP)     |         | Omar Bahraoui (MP)           |
| IXe         | 26 novembre 2011 | 7 octobre 2016   |         | Abdessalam Balaji (PJD)    |         | Driss Lachgar (USFP)     |         | Sidi Brahim El Joumani (PAM) |
| Xe          | 8 octobre 2016   | 8 septembre 2021 |         | Slimane El Omrani (PJD)    |         | Abderrahim Laqraa (PJD)  |         | Sidi Brahim El Joumani (PAM) |
| XIe         | 9 septembre 2021 | ?                |         | Alae-Eddine Bahraoui (RNI) |         | El Hassan Lachgar (USFP) |         | Adib Benbrahim (PAM)         |

## Historique des élections

### Découpage électoral d'octobre 2011

#### Élections de 2016
| Parti             | Parti                                                       | Voix    | %      | Député(s) élus         |  |
| ----------------- | ----------------------------------------------------------- | ------- | ------ | ---------------------- |  |
|                   | Parti de la justice et du développement (PJD)               | 22 551  | 43,64  | Slimane El Omrani      |  |
| Abderrahim Laqraa | Parti de la justice et du développement (PJD)               | 22 551  | 43,64  |                        |  |
|                   | Parti authenticité et modernité (PAM)                       | 14 389  | 27,84  | Sidi Brahim El Joumani |  |
|                   | Union constitutionnelle (UC)                                | 4 330   | 8,38   |                        |  |
|                   | Fédération de la gauche démocratique (FGD)                  | 3 085   | 5,97   |                        |  |
|                   | Parti de l'Istiqlal (PI)                                    | 1 781   | 3,45   |                        |  |
|                   | Union socialiste des forces populaires (USFP)               | 1 757   | 3,40   |                        |  |
|                   | Union marocaine pour la démocratie (UMD)                    | 1 210   | 2,34   |                        |  |
|                   | Parti du progrès et du socialisme (PPS)                     | 664     | 1,28   |                        |  |
|                   | Rassemblement national des indépendants (RNI)               | 649     | 1,26   |                        |  |
|                   | Mouvement populaire (MP)                                    | 308     | 0,60   |                        |  |
|                   | Front des forces démocratiques (FFD)                        | 252     | 0,49   |                        |  |
|                   | Parti de l'environnement et du développement durable (PEDD) | 168     | 0,33   |                        |  |
|                   | Parti du centre social (PCS)                                | 124     | 0,24   |                        |  |
|                   | Parti de l'unité et de la démocratie (PUD)                  | 117     | 0,23   |                        |  |
|                   | Mouvement démocratique et social (MDS)                      | 104     | 0,20   |                        |  |
|                   | Parti de la renaissance et de la vertu (PRV)                | 94      | 0,18   |                        |  |
|                   | Parti de la réforme et du développement (PRD)               | 76      | 0,15   |                        |  |
|                   | Parti démocrate national (PDN)                              | 21      | 0,04   |                        |  |
|                   |                                                             |         |        |                        |  |
| Inscrits          | Inscrits                                                    | 119 353 | 100,00 |                        |  |
| Abstentions       | Abstentions                                                 | 67 673  | 56,70  |                        |  |
| Exprimés          | Exprimés                                                    | 51 680  | 43,30  |                        |  |

#### Élections de 2021
| Parti       | Parti                                                       | Voix    | %      | Députés élus         |  |
| ----------- | ----------------------------------------------------------- | ------- | ------ | -------------------- |  |
|             | Rassemblement national des indépendants (RNI)               | 10 829  | 26,88  | Alae-Eddine Bahraoui |  |
|             | Parti authenticité et modernité (PAM)                       | 7 641   | 18,97  | Adib Benbrahim       |  |
|             | Union socialiste des forces populaires (USFP)               | 5 934   | 14,73  | El Hassan Lachgar    |  |
|             | Parti de l'Istiqlal (PI)                                    | 5 494   | 13,64  |                      |  |
|             | Mouvement populaire (MP)                                    | 2 708   | 6,72   |                      |  |
|             | Parti de la justice et du développement (PJD)               | 2 611   | 6,48   |                      |  |
|             | Alliance de la fédération de gauche (AGD)                   | 1 067   | 2,65   |                      |  |
|             | Union constitutionnelle (UC)                                | 793     | 1,97   |                      |  |
|             | Parti socialiste unifié (PSU)                               | 578     | 1,43   |                      |  |
|             | Parti du progrès et du socialisme (PPS)                     | 567     | 1,41   |                      |  |
|             | Parti marocain libéral (PML)                                | 547     | 1,36   |                      |  |
|             | Front des forces démocratiques (FFD)                        | 426     | 1,06   |                      |  |
|             | Parti travailliste (PT)                                     | 366     | 0,91   |                      |  |
|             | Parti de l'environnement et du développement durable (PEDD) | 301     | 0,75   |                      |  |
|             | Parti du centre social (PCS)                                | 127     | 0,32   |                      |  |
|             | Parti de la réforme et du développement (PRD)               | 113     | 0,28   |                      |  |
|             | Parti des Néo-Démocrates (PND)                              | 63      | 0,16   |                      |  |
|             | Parti de la renaissance et de la vertu (PRV)                | 52      | 0,13   |                      |  |
|             | Parti vert marocain (PVM)                                   | 38      | 0,09   |                      |  |
|             | Parti de la société démocratique (PSD)                      | 30      | 0,07   |                      |  |
|             |                                                             |         |        |                      |  |
| Inscrits    | Inscrits                                                    | 110 038 | 100,00 |                      |  |
| Abstentions | Abstentions                                                 | 69 753  | 63,39  |                      |  |
| Exprimés    | Exprimés                                                    | 40 285  | 36,61  |                      |  |